# Джанджгава, Владимир Николаевич
Владимир Николаевич Джанджгава (19 мая (1 июня) 1907 — 10 апреля 1982) — советский военачальник и государственный деятель, Министр внутренних дел Грузинской ССР (1954—1958). Герой Советского Союза (29.05.1945). Генерал-лейтенант (3.08.1953).

## Начало военной службы
Родился 19 мая (1 июня) 1907 года в селе Губи, тогда входившее в состав Хонского сельского правления Кутаисской губернии (ныне Хонийский муниципалитет, Грузия). Окончил школу, работал в местном сельсовете.
В Красной Армии с сентября 1927 года. В 1931 году окончил Закавказскую военную пехотную школу (г. Тбилиси). Служил в 1-м Кавказском горнострелковом полку 1-й Кавказской горнострелковой дивизии Кавказской Краснознамённой армии (полк дислоцировался в Батуми): командир стрелкового взвода, командир взвода полковой школы, командир роты, исполняющий должность начальника полковой школы, помощник командира полка по материальному обеспечению. После введения персональных воинских званий в РККА Владимиру Джанджгаве было присвоено звание старший лейтенант (17.02.1936). В марте 1938 года был переведён в Приволжский военный округ и назначен помощником командира 78-го стрелкового полка по материальному обеспечению, с сентября 1939 — начальник 5-го отделения штаба 61-й стрелковой дивизии. Член ВКП(б) с 1930 года.
Участник советско-финской войны с января 1940 года, когда был назначен заместителем начальника штаба по тылу 173-й мотострелковой дивизии. За отличия в боях награждён орденом Красной Звезды. Весной 1940 года прибыл с дивизией из Финляндии в Одесский военный округ. С июля 1940 — начальник 5-го отделения штаба 16-й танковой дивизии этого округа, с начала июня — начальник снабжения этой дивизии.  

## Великая Отечественная война
Капитан В. Н. Джанджгава — участник Великой Отечественной войны с 22 июня 1941 года. В составе 2-го механизированного корпуса на Южном и Юго-Западном фронтах участвовал в Приграничных сражениях в Молдавии, в Тираспольско-Мелитопольской и Уманской оборонительных операциях. В Уманском котле дивизия почти полностью погибла, но капитану Джанджгаве с группой командиров тыла удалось выйти из окружения. 
В сентябре 1941 года назначен в 15-ю стрелковую дивизию 12-й армии Южного фронта на должность начальника 5-го отделения штаба дивизии, в ноябре назначен начальником снабжения дивизии. Участвовал в Донбасской и Ростовской оборонительных, Ростовской и Барвенково-Лозовской наступательных операциях. 
С марта 1942 года майор В. Н. Джанджгава командовал 676-м стрелковым полком этой дивизии. Вскоре полк и дивизия были переданы в 13-ю армию Брянского фронта. Там полк под его командованием участвовал в Воронежско-Ворошиловградской оборонительной и в Воронежско-Касторненской наступательной операциях. С апреля 1943 года — заместитель командира, а с 28 июня по 12 июля 1943 — временно исполняющий должность командира 15-й стрелковой дивизии 13-й армии. Дивизия прошла через тяжелейшее оборонительное сражение на северном фасе Курской дуги, оказавшись на направлении главного удара противника, затем участвовала в Орловской, Черниговско-Припятской, Гомельско-Речицкой, Калинковичско-Мозырской, Полесской, Бобруйской наступательных операциях. 
С июня 1944 года и до конца войны — командир 354-й стрелковой дивизии. Дивизия в составе 65-й армии 1-го и 2-го Белорусских фронтов участвовала в Белорусской стратегической (Бобруйская, Минская, Люблин-Брестская фронтовые), Сероцкой, Восточно-Прусской и Восточно-Померанской наступательных операциях. Командир дивизии В. Н. Джанджгава умело организовал действия дивизии при форсировании рек Нарев, Висла и Одер. Дивизия в 1944—1945 годах прошла с боями свыше 1 000 километров, участвовала в боях за взятие города Штеттин (ныне — город Щецин, Польша) и 20 других городов.
Командир 354-й стрелковой дивизии (105-го стрелкового корпуса, 65-й армии, 2-го Белорусского фронта) генерал-майор В. Н. Джанджгава проявил исключительное мужество и мастерство в Берлинской наступательной операции. Дивизия первой в корпусе при крайне неблагоприятных погодных условиях (штормовой ветер привёл к повышению уровня воды в Одере на полтора метра) с боем форсировала Одер дважды — рукава Ост-Одер и Вест-Одер. Особое внимание уделил скорейшей переправе на плацдарм всей имеющейся в дивизии артиллерии и миномётов, не дожидаясь завершения переправы стрелковых частей. Это решение себя оправдало, когда в последующие два дня немецкие войска десятки раз переходили в контратаки. Все они были отбиты с большими потерями, а действия дивизии способствовали успешной переправе армии через Одер. Сам командир дивизии переправился через реку с передовыми частями и руководил боем с временного наблюдательного пункта на плацдарме.
«За образцовое выполнение заданий Командования на фронте борьбы с немецкими захватчиками и достигнутые при этом успехи» Указом Президиума Верховного Совета СССР от 29 мая 1945 года генерал-майору Джанджгаве Владимиру Николаевичу присвоено звание Героя Советского Союза с вручением ордена Ленина и медали «Золотая Звезда» (№ 5548).

## После войны
После войны командовал дивизией до феврале 1946 года, когда был направлен на учёбу. В 1948 году окончил Высшую военную академию имени К. Е. Ворошилова. С мая 1948 по январь 1951 года командовал 10-й гвардейской стрелковой дивизией в Закавказском военном округе (с июля 1949 — 10-я гвардейская горнострелковая дивизия). С января 1951 по ноябрь 1953 года командовал 13-м горнострелковым корпусом в Закавказском военном округе. С ноября 1953 — командир 79-го стрелкового корпуса в Группе советских войск в Германии. С мая 1954 по декабрь 1958 года — Министр внутренних дел Грузинской ССР, при этом продолжал оставаться в кадрах Советской Армии. Как глава МВД Грузии принимал участие в подавлении Тбилисских демонстраций 1956 года.
В декабре 1958 года назначен начальником военной кафедры Грузинского зооветеринарного института, в январе 1959 года —  начальником военной кафедры Тбилисского государственного университета. С апреля 1959 года генерал-лейтенант В. Н. Джанджгава — в запасе. 
Избирался депутатом Верховного Совета СССР 2-4 созывов (1946—1954) и Верховного Совета Грузинской ССР.
Жил в городе Тбилиси. С 1963 года до конца своей жизни работал председателем ЦК ДОСААФ Грузинской ССР. Умер 10 апреля 1982 года. Похоронен на Сабурталинском кладбище в Тбилиси.

## Награды
- Герой Советского Союза (29.05.1945)[8],
- 2 ордена Ленина (29.05.1945, 20.04.1953),
- орден Октябрьской Революции (1967),
- 3 ордена Красного Знамени (27.02.1943, 19.02.1945, 6.11.1947),
- орден Кутузова 2-й степени (6.04.1945),
- орден Отечественной войны 1-й степени (31.07.1944),
- орден Трудового Красного Знамени (1975),
- 2 ордена Красной Звезды (1.05.1940, 3.11.1944),
- орден «Знак Почёта» (2.04.1966),
- медали,

иностранные награды
- Орден «Крест Грюнвальда» 3-й степени (Польша, 6.04.1946),
- Орден Республики (Тувинская Народная Республика, 11.03.1943),
- Медаль «За Варшаву 1939—1945» (Польша, 6.04.1946),
- Медаль «За Одру, Нису и Балтику» (Польша, 6.04.1946),
- Медаль «40 лет Халхин-Гольской Победы» (МНР, 26.11.1979).

## Сочинения
- Немереные вёрсты. — М., 1979.